# Sprechende Steine

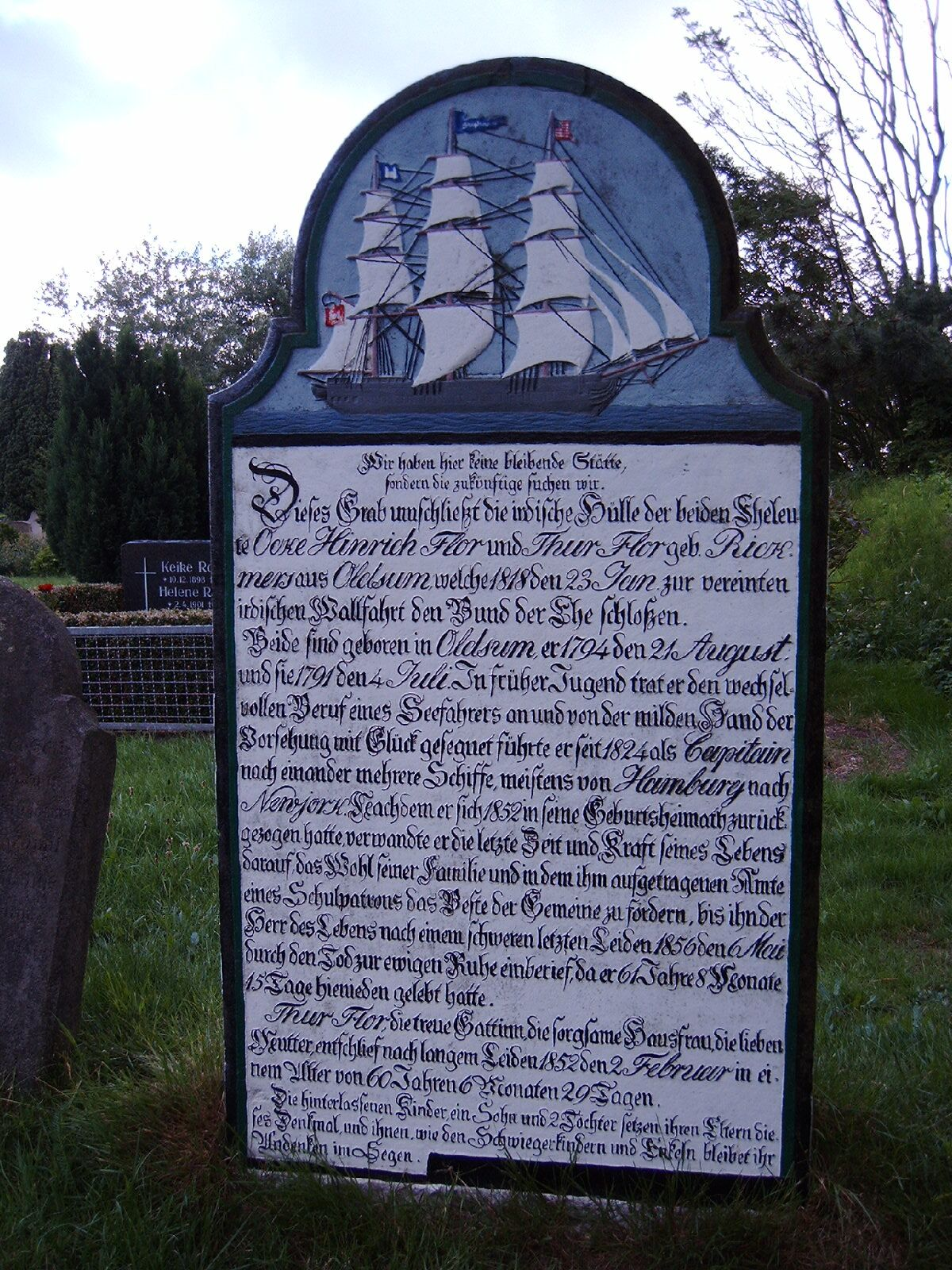
Grabstein auf Föhr

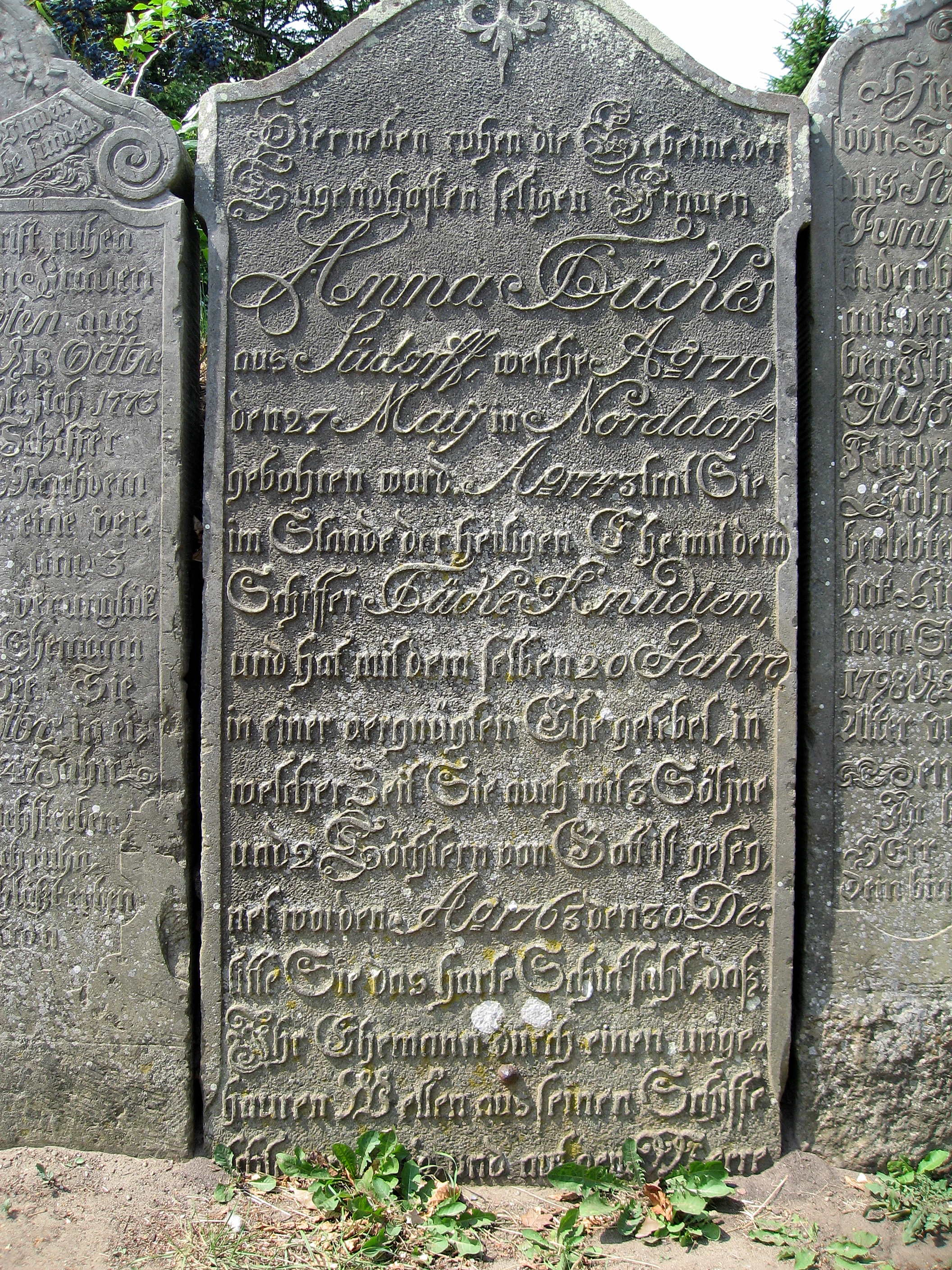
Grabstein einer Seefahrerwitwe

Mit dem Begriff Sprechende Steine, Sprechende Grabsteine oder Redende Steine werden mancherorts (insbesondere im Jeverland, Friesland, Ostfriesland und Nordfriesland) Grab- oder Gedenksteine und Stelen bezeichnet, deren Inschriften aus bzw. vom Leben der Verstorbenen Zeugnis ablegen und/oder Bibelzitate enthalten.

## Historie/Hintergrund und Beschreibung
Seitdem im ausgehenden 17. Jahrhundert und insbesondere im 18. Jahrhundert die Landwirtschaft gerade auf den eher unfruchtbaren Nordfriesischen Inseln die wachsende Bevölkerung nicht ernähren konnte, heuerten zahlreiche männliche Einwohner auf Walfängerschiffen an und kamen hierbei teilweise zu nicht unerheblichem Reichtum. Dieser wurde nicht nur an weltlichen Dingen wie beispielsweise der Kleidung oder der Gestaltung der Wohnhäuser zur Schau gestellt, sondern spiegelte sich auch in der Bestattungskultur wider. So ließen sich wohlhabende Walfänger und Kapitäne aufwendig gestaltete Grabsteine erstellen, die mit ihren Inschriften die Lebensgeschichte der Verstorbenen erzählen.
Wurden zunächst lediglich grob bearbeitete ortsspezifisch vorkommende Findlinge aus Granit mit Inschriften versehen, so wurden später importierte und daher teurere, gleichzeitig aber leichter zu bearbeitende Platten oder Stelen aus Sandstein verwendet. Im 17. Jahrhundert herrschten auf dem Boden liegende Grabplatten vor. Daneben gab es kleinere Buntsandsteinfliesen, die oft mit einem kleinen Bohrloch versehen und einem Holzstück oder einem Walknochen befestigt wurden. Seit dem 18. Jahrhundert wurden aufrecht stehende Steine, sogenannte Stelen, verwendet. Ihre eingemeißelten Inschriften berichten aus dem Leben der Verstorbenen und sind oftmals zusätzlich mit (teilweise) kolorierten Reliefs versehen, die beispielsweise Walfangschiffe abbilden. Heute stehen die meisten Grabsteine nicht mehr an ihrem ursprünglichen Platz, sondern sind in musealen Zonen oder am Friedhofsrand aufgestellt.
Gelegentlich werden auch in vorhergehenden Zeiten, anderen Regionen oder Kulturkreisen mit Inschriften versehene Grabstelen wie z. B. auf jüdischen Friedhöfen als redende/sprechende Steine benannt.

## Beispiele

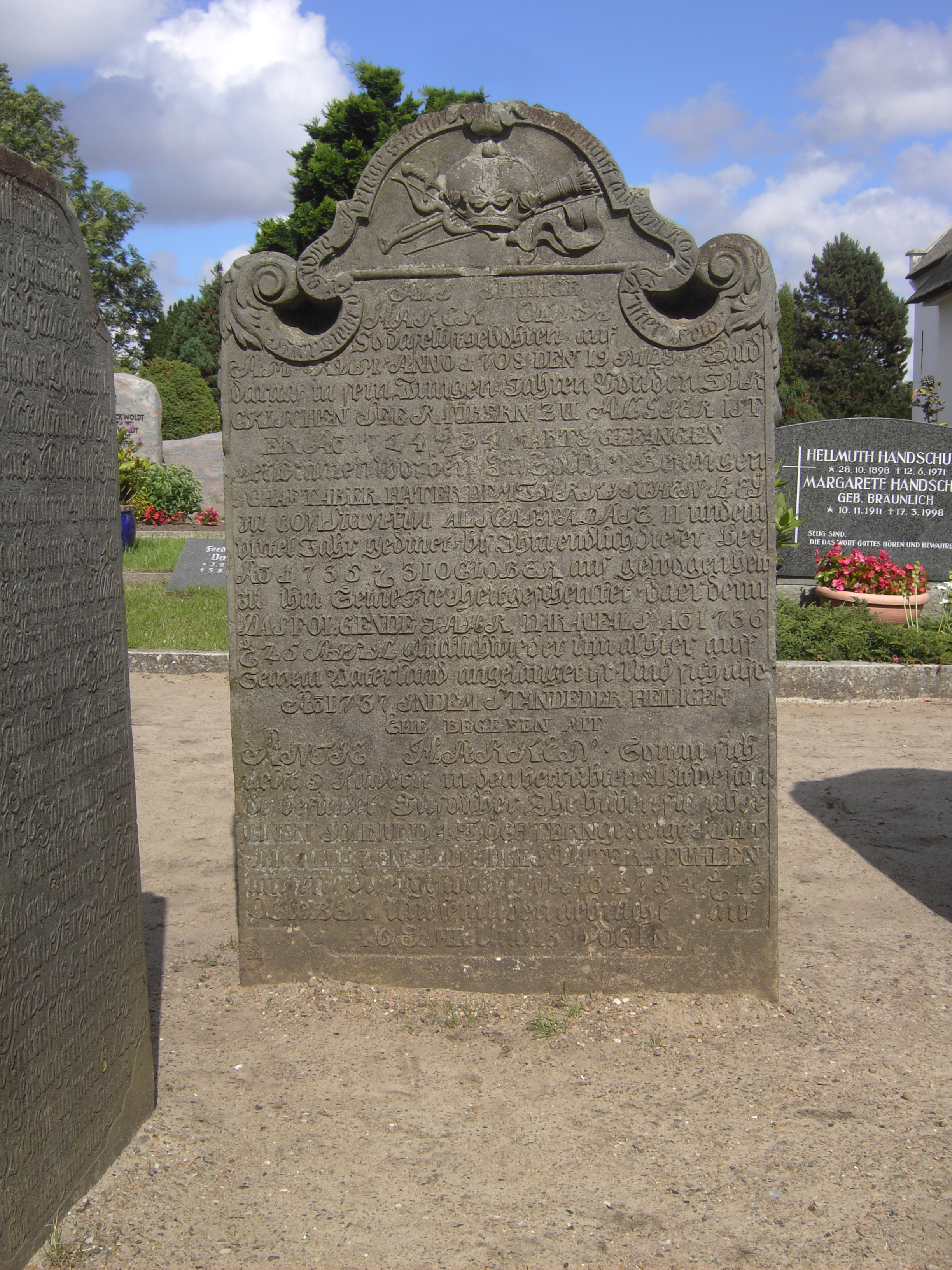
Grabstein des Seefahrers Hark Olufs

Beispiele für Sprechende Steine sind die Grabmale von Hark Olufs, seines Vaters Oluf Jensen und von Kapitän Hark Nickelsen auf dem die St.-Clemens-Kirche umgebenden Friedhof in der Gemeinde Nebel auf der nordfriesischen Insel Amrum. Auf der Nachbarinsel Föhr finden sich solche Grabsteine u. a. von Matthias Petersen oder dem Maler Oluf Braren auf dem Friedhof von St. Laurentii in Süderende, an der Kirche St. Nicolai in Wyk auf Föhr-Boldixum oder bei St. Johannis in Nieblum.

## Denkmalschutz
Die meisten der historischen Steine stehen entweder als Einzeldenkmal unter Denkmalschutz oder bilden zusammen mit der jeweiligen Kirche und/oder dem Friedhof als Gesamtensemble eine Denkmalzone. Etliche dieser Steine sind mittlerweile restaurationsbedürftig, da sie von den Witterungseinflüssen gezeichnet sind oder Moos- bzw. Flechtenbewuchs aufweisen.

## Moderne, vergleichbare Formen der Bestattungskultur
Nur scheinbar im Gegensatz zu der historischen Form dieser analogen Sprechenden Steine verbreiten sich heutzutage immer mehr Digitale Grabsteine.